# Bourgogne montrecul
Le bourgogne montrecul, ou plus simplement le montrecul (ou encore « bourgogne montre-cul » ou « bourgogne en-montre-cul »), est un vin de Bourgogne. Il s'agit d'une des quatorze dénominations géographiques au sein de l'appellation d'origine contrôlée bourgogne. Le cahier des charges autorise les vins rouges, rosés et blancs. Dans la pratique, le vin rouge est le seul qui est rapporté par le service des Douanes, en l'absence de plantation des cépages produisant du blanc.
Le Montrecul, qui peut aussi s'écrire « Montre-Cul » ou « En Montre-Cul », désigne un des derniers climats viticoles de la commune de Dijon, à l'extrémité nord de la côte de Nuits, dans le département de la Côte-d'Or.

## Historique

### Vignoble médiéval
Dès le haut Moyen Âge, un vignoble est cultivé autour de Dijon : Grégoire de Tours au VIe siècle décrit la ville dans son Histoire des Francs comme entourée par « des montagnes très fertiles couvertes de vignes ». Ces dernières furent notamment la propriété de l'abbaye Saint-Bénigne, de celle de Clairvaux (le cellier de Clairvaux servait aussi de grange et de résidence), de Maizières, de la Bussière, de Morimond (d'où le cellier de Morimont) et de la chartreuse de Champmol (hôpital psychiatrique depuis 1833 ; les restes du pressoir ont été retrouvés lors des fouilles de 2022).
Saint-Philibert était la paroisse des vignerons. En l'an 1395, le duc de Bourgogne Philippe le Hardi (lui aussi propriétaire de vignes à proximité de la ville) essaya d'améliorer la qualité des vins et interdit la culture du gamay au profit du pinot noir dans son duché. En 1441, le duc Philippe le Bon ordonne d'arracher les vignes situées à l'est et au sud-est de la ville, favorisant les vignes des coteaux à l'ouest. En 1477, à la mort de Charles le Téméraire, le vignoble de Bourgogne fut rattaché à la France, sous le règne de Louis XI.

### Des blancs et du gamay
En 1816, André Jullien mentionne les vins de la ville : « le territoire de Dijon renferme des vignobles estimés. On met au premier rang celui des Marcs-d'or, dont les vins sont corsés, moelleux, et d'un fort bon goût ; ils figurent avec honneur parmi ceux d'ordinaire de première qualité. Le cru dit les Ponneaux donne des vins qui ressemblent à ceux des Marcs-d'or, mais inférieurs en qualité ». En 1831, Denis Morelot indique qu'« on recueille dans plusieurs climats des vins blancs qui ne sont pas sans mérite. On cite ceux entre autres d'un canton nommé Montre-Cul. Ils sont vifs, légers, pétillans, et d'une saveur très-agréable ». Selon lui, il y a Dijon 824 hectares de vignes (avec une production moyenne de 19 433 hl), à comparer aux 316 ha d'alors à Chenôve et aux 308 de Marsannay-la-Côte. L'ensemble des vignes du canton sont plantés en gamay, pour produire du vin ordinaire, à destination des cabarets de Dijon. Ce type de vins, beaucoup moins onéreux à produire et immobilisant moins de capital lors de l'élevage, rapporte : le revenu imposable moyen pour toutes les vignes du canton est alors de 2,77 francs par ouvrée (produisant alors environ 100 litres), alors qu'il est de 7,57 francs pour un chambolle. Les auteurs de l'époque n'incluent d'ailleurs pas ces vignobles parmi ceux de la côte de Nuits, mais dans la « côte de Dijon » (avec les vignes de Perrigny-lès-Dijon, Longvic, Fleurey-sur-Ouche, Corcelles-les-Monts, Lantenay, Talant, Plombières, Fontaine-lès-Dijon, etc.).
Ce vignoble de la côte dijonnaise décline rapidement durant la seconde partie du XIXe siècle. Dans les décennies 1830-1840, la pyrale survint et attaqua les feuilles de la vigne. Elle fut suivie d'une maladie cryptogamique, l'oïdium. Arrivèrent deux nouveaux fléaux de la vigne. Le premier fut le mildiou, autre maladie cryptogamique, le second le phylloxéra à partir de 1878. Cet insecte térébrant venu d'Amérique mit très fortement à mal le vignoble bourguignon. Après de longues recherches, on finit par découvrir que seul le greffage permettrait à la vigne de pousser en présence du phylloxéra. Mais la concurrence des vins du Midi (du Languedoc, d'Algérie, etc.), plus sucrés, alcoolisés et colorés, arrivant désormais par wagon-foudre, interdit la reconstitution du vignoble dijonnais à l'identique. L'extension urbaine de l'agglomération dijonnaise grignote ensuite progressivement les anciennes parcelles viticoles entre 1945 et 1965.

### Renouveau du vignoble
Pour témoigner de ce passé viticole à Dijon, la toponymie a conservé plusieurs noms de lieux-dits qui étaient couverts de vignes : les Marcs d'Or, les Échaillons, en Pisse-Vin, en Montrecul, les Poussots, Perrières, Larrey, Crais de Pouilly, les Violettes, les Roussottes, En Eaux, etc. Sur la fontaine de la place François-Rude, la statue du Bareuzai (« bas rosés » en patois bourguignon) représente Le Vendangeur foulant le raisin (vêtu seulement d'une feuille de vigne). Quelques parcelles ont été replantées avec des vignes, dans le Sud de Dijon (Montrecul, les Valendons), en centre-ville (au jardin de l'Arquebuse), dans l'Est de Dijon (43,41 ares du clos des Marcs-d'Or, coteaux Aux Buis, 10 ha de la Rente Giron), à Plombières-lès-Dijon et Corcelles-les-Monts (20 ha sur le plateau de la Cras), ainsi qu'à Talant (8,94 ha) et Daix (3,61 ha). L'Association des vignerons du Bourgogne-Dijon (AVBD) a été créé en 2021, avec une société de secours la Saint-Vincent de Dijon ; une demande a été faite en 2024 auprès de l'INAO pour la reconnaissance d'une dénomination « bourgogne dijon ».
Par le décret du 26 mars 1993, la « sous-région » (on utilise ensuite la notion de dénomination géographique) « montrecul » est reconnue au sein de l'appellation bourgogne (on peut la rajouter à la suite, ce qui donne le « bourgogne montrecul »). Le 4 juillet 2015, la partie cultivée du Montrecul fait partie des 13 219 hectares classés au patrimoine mondial de l'Unesco. Le cahier des charges de la dénomination est celui de l'appellation bourgogne, modifié dernièrement en octobre 2009, puis en novembre 2011 et en décembre 2023.

### Étymologie
Le terme montrecul vient de ce que le lieu est très pentu, ce qui permettait, lorsque les vigneronnes travaillaient, de voir sous leurs robes depuis le bas de la pente.

## Vignoble
Ce climat est situé sur la commune de Dijon, à son extrémité sud au lieu-dit de « Montrecul » (entre la rue Dunant et la rue Dr. Calmette), dans le quartier des Valendons. Les auteurs anciens en faisait une partie de la côte dijonnaise (ou « côte de Dijon », avec les vignes de Perrigny-lès-Dijon, Longvic, Fleurey-sur-Ouche, Corcelles-les-Monts, Lantenay, Talant, Plombières, Fontaine-lès-Dijon, etc.) ; aujourd'hui on peut la décrire comme la dénomination la plus septentrionale du vignoble de la côte de Nuits.
Selon le service des Douanes, la superficie revendiquée en 2021 sous cette dénomination est de 5,79 hectares, et 6,13 ha en 2022. En 2008, il comprenait une superficie de 16,11 ha. Les données ne sont pas publiées par le service des Douanes en pour 2023 et 2024.

### Géologie et orographie
Les vignes sont implantées sur un coteau orienté vers l'est, d'altitude entre 257 et 307 mètres, avec une pente jusqu'à 13 %. Le sous-sol est du calcaire à oolithe blanche relativement tendre datant du Bathonien. Cette roche est recouverte par des graviers, les grèzes litées, mêlés à des argiles et à des limons sablonneux rouges, donnant des sols bruns calcaires assez profonds.

### Climatologie
Le climat bourguignon est un climat tempéré océanique à légère tendance continentale. L'influence océanique se traduit par des pluies fréquentes en toutes saisons (avec néanmoins un maximum en automne et un minimum en été) et un temps changeant. L'influence semi-continentale se traduit par une amplitude thermique mensuelle plutôt élevée, se caractérisant par des hivers froids avec des chutes de neige relativement fréquentes, et des étés plus chauds que sur les littoraux, avec à l'occasion de violents orages. Les données climatiques de la station météorologique d'Ouges (l'aéroport de Dijon-Bourgogne, anciennement Dijon-Longvic) ci-dessous en rendent compte, mais cette station se situe en plaine, 7 km à l'est de l'aire d'appellation.
En raison de l'actuel réchauffement climatique, les vendanges sont souvent plus précoces de quelques jours (le débourrement, la floraison et la véraison de la vigne se faisant plus tôt).
| Mois                              | jan. | fév. | mars  | avril | mai   | juin  | jui.  | août  | sep.  | oct. | nov. | déc. | année   |
| --------------------------------- | ---- | ---- | ----- | ----- | ----- | ----- | ----- | ----- | ----- | ---- | ---- | ---- | ------- |
| Température minimale moyenne (°C) | −0,2 | 0    | 2,6   | 5,2   | 9,2   | 12,8  | 14,9  | 14,6  | 11    | 7,6  | 3,3  | 0,7  | 6,8     |
| Température moyenne (°C)          | 2,7  | 3,8  | 7,5   | 10,7  | 14,6  | 18,5  | 20,8  | 20,4  | 16,4  | 11,8 | 6,5  | 3,4  | 11,4    |
| Température maximale moyenne (°C) | 5,6  | 7,6  | 12,5  | 16,2  | 20    | 24,2  | 26,7  | 26,2  | 21,7  | 16,1 | 9,7  | 6,1  | 16,1    |
| Nombre de jours avec gel          | 16   | 14,6 | 7,7   | 2,1   | 0     | 0     | 0     | 0     | 0     | 1,1  | 6,5  | 13,6 | 61,6    |
| Ensoleillement (h)                | 60,8 | 95,1 | 159,8 | 193,7 | 215,5 | 240,3 | 256,9 | 239,7 | 190,9 | 118  | 66,5 | 52,9 | 1 890,1 |
| Précipitations (mm)               | 56,8 | 42,9 | 48,2  | 57,5  | 76,1  | 65,8  | 64,9  | 62    | 56,4  | 73,6 | 77,6 | 61,6 | 742,4   |

| Diagramme climatique                                  |          |             |             |           |              |              |            |            |             |            |            |
| J                                                     | F        | M           | A           | M         | J            | J            | A          | S          | O           | N          | D          |
| 5,6−0,256,8                                           | 7,6042,9 | 12,52,648,2 | 16,25,257,5 | 209,276,1 | 24,212,865,8 | 26,714,964,9 | 26,214,662 | 21,71156,4 | 16,17,673,6 | 9,73,377,6 | 6,10,761,6 |
| Moyennes : • Temp. maxi et mini °C • Précipitation mm |          |             |             |           |              |              |            |            |             |            |            |

### Encépagement
Les cépages autorisés par le cahier des charges (de l'AOC bourgogne) pour la production de rouge sont le pinot noir N comme cépage principal et le chardonnay B, le pinot blanc B et le pinot gris comme cépages accessoires et limités à un maximum de 15 %. La production de blanc et de rosé est autorisée, mais inexistante dans la pratique. Pour le rouge, l'encépagement se limite à du pinot noir N.
Le pinot noir compose exclusivement les vins rouges et vins rosés de l'AOC. Il est constitué de petites grappes denses, en forme de cône de pin composées de grains ovoïdes, de couleur bleu sombre. C'est un cépage délicat, qui est sensible aux principales maladies et en particulier au mildiou, au rougeot parasitaire, à la pourriture grise (sur grappes et sur feuilles), et au cicadelles. Ce cépage, qui nécessite des ébourgeonnages soignés, a tendance à produire un nombre important de grapillons. Il profite pleinement du cycle végétatif pour mûrir en première époque. Le potentiel d'accumulation des sucres est élevé pour une acidité juste moyenne et parfois insuffisante à maturité. Les vins sont assez puissant, riches, colorés, de garde. Ils sont moyennement tanniques en général.

### Méthodes culturales

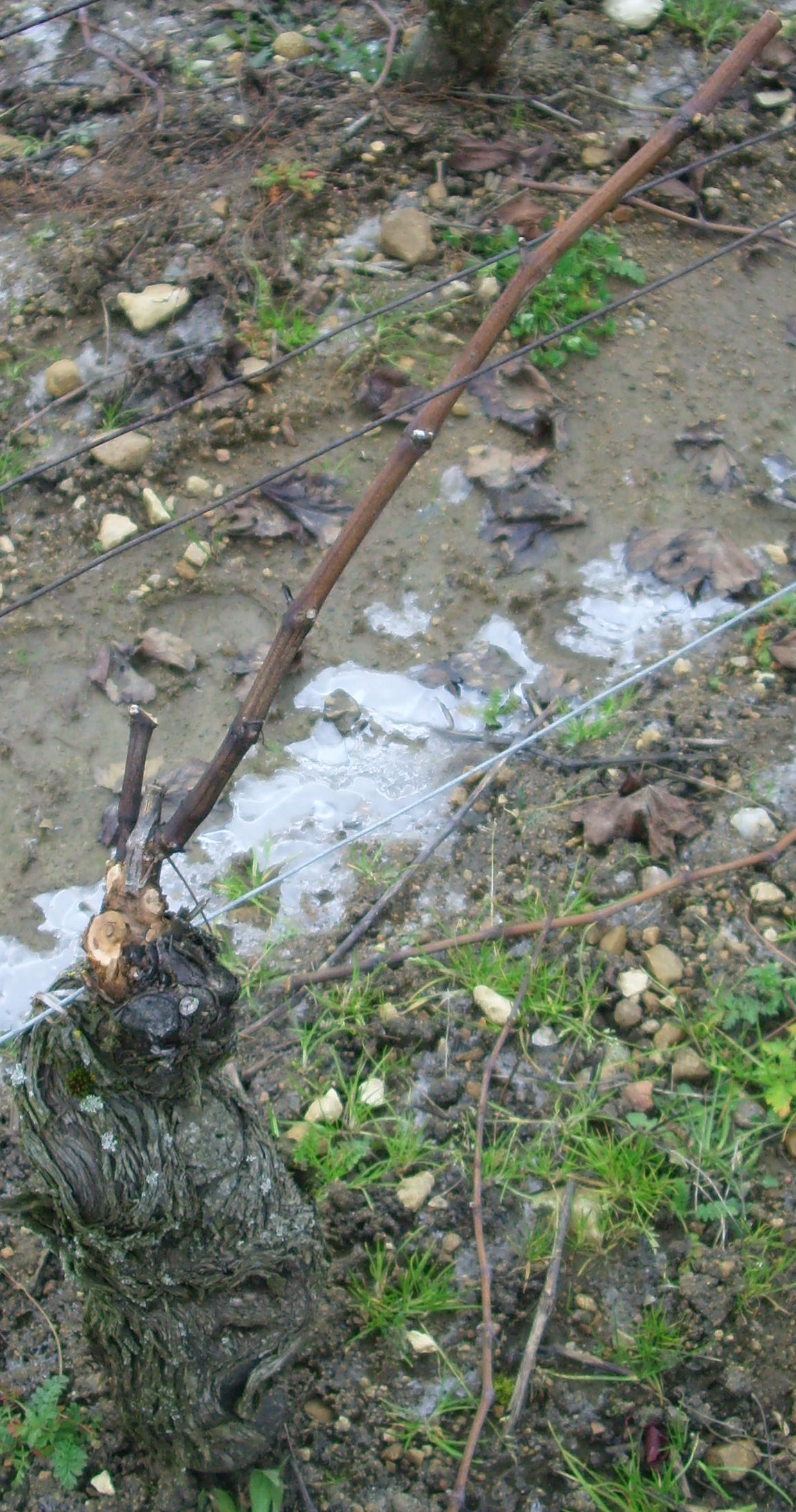
Pied de vigne taillé en Guyot simple.

Le travail manuel commence par la taille, en « Guyot simple », avec une baguette de cinq à huit yeux et un courson de un à trois yeux. Le tirage des sarments suit la taille. Les sarments sont enlevés et peuvent être brûlés ou mis au milieu du rang pour être broyés. On passe ensuite aux réparations. Puis vient le pliage des baguettes. Éventuellement, après le pliage des baguettes, une plantation de nouvelles greffes est réalisée. L'ébourgeonnage peut débuter dès que la vigne a commencé à pousser. Cette méthode permet, en partie, de réguler les rendements. Le relevage est pratiqué lorsque la vigne commence à avoir bien poussé. En général, deux à trois relevages sont pratiqués. La vendange en vert est pratiquée de plus en plus dans cette appellation. Cette opération est faite dans le but de réguler les rendements et surtout d'augmenter la qualité des raisins restants. Pour finir avec le travail manuel à la vigne, se réalise l'étape importante des vendanges.
Pour le travail mécanique, l'enjambeur est d'une aide précieuse. Les différents travaux se composent du broyage des sarments, réalisé lorsque les sarments sont tirés et mis au milieu du rang. De trou fait à la tarière, là où les pieds de vignes sont manquants, en vue de planter des greffes au printemps. De labourage ou griffage, réalisé dans le but d'aérer les sols et de supprimer des mauvaises herbes. De désherbage fait chimiquement pour tuer les mauvaises herbes. De plusieurs traitements des vignes, réalisés dans le but de les protéger contre certaines maladies cryptogamiques (mildiou, oïdium, pourriture grise, etc.) et certains insectes (eudémis et cochylis). De plusieurs rognages consistant à reciper ou couper les branches de vignes (rameaux) qui dépassent du système de palissage. Des vendanges mécaniques se réalisant avec une machine à vendanger ou une tête de récolte montée sur un enjambeur.

### Rendements
Le rendement maximum autorisé par le cahier des charges est de 58 hectolitres par hectare pour du rouge ou du rosé, de 66 hl/ha pour du blanc ; il peut être augmenté jusqu'à un rendement butoir qui est de 67 hl/ha en rouge/rosé et de 77 hl/ha en blanc. En 2008, les rendements sont de l'ordre de 55 hectolitres par hectare pour les vins rouges et rosés, et 60 hectolitres par hectare pour les vins blancs.
Pour les années récentes, seule la production de rouge est rapportée par le service des Douanes, avec des valeurs trop basses depuis 2023 pour être publiées :
| Année | Superficie (ha) | Production (hl) | Rendement (hl/ha) |
| ----- | --------------- | --------------- | ----------------- |
| 2020  | 5,2937          | 191,62          | 36                |
| 2021  | 5,7974          | 179,46          | 31                |
| 2022  | 6,1337          | 283,45          | 46                |
| 2023  | d. c.           | d. c.           | –                 |
| 2024  | d. c.           | d. c.           | –                 |

## Vins

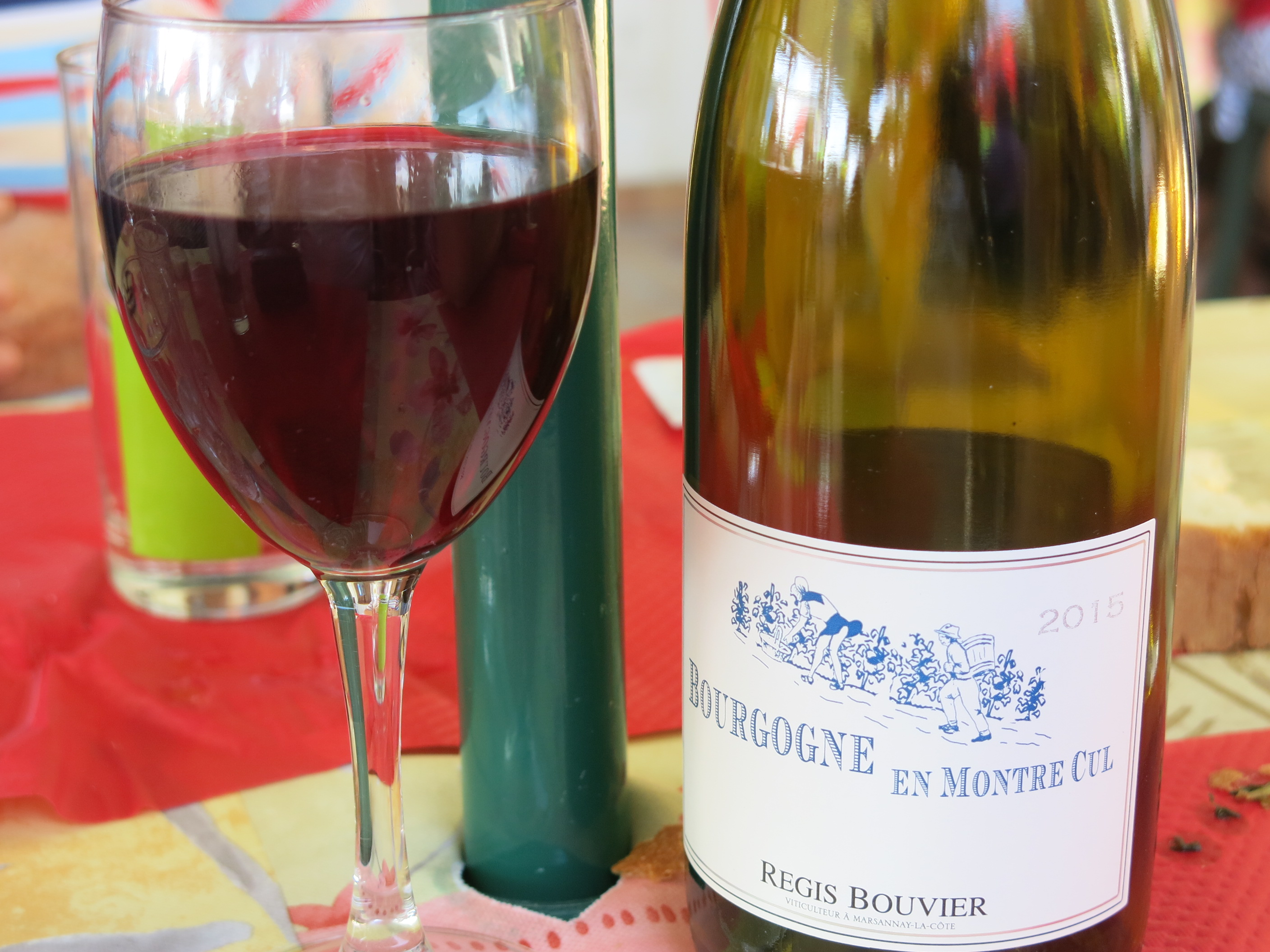
Une bouteille et un verre de bourgogne « en Montre Cul » 2015.

Le cahier des charges de l'appellation autorise pour cette dénomination la production de vin dans les trois couleurs, rouge, rosé et blanc. Dans la pratique, seul du vin rouge est désormais produit.

### Titres alcoométriques volumiques
Les titres alcoométriques minimum et maximum repris dans le cahier des charges sont : 
| AOC                           | Rouge   | Rouge   | Blanc   | Blanc   | Rosé    | Rosé    |
| Titre alcoométrique volumique | minimal | maximal | minimal | maximal | minimal | maximal |
|                               | 10.5 %  | 13,5%   | 10,5 %  | 13 %    | 10,5 %  | 13,5 %  |

### Vinification et élevage
La récolte des raisins se fait à maturité et de façon manuelle ou mécanique. La vendange manuelle est le plus souvent triée, soit à la vigne soit à la cave avec une table de tri, ce qui permet d'enlever les grappes pourries ou insuffisamment mûres. La vendange manuelle est généralement éraflée puis mise en cuve. Une macération pré-fermentaire à froid est quelquefois pratiquée. La fermentation alcoolique peut démarrer, le plus souvent après un levurage. Commence alors le travail d'extraction des polyphénols (tanins, anthocyanes) et autres éléments qualitatifs du raisin (polysaccharides etc.). L'extraction se faisait par pigeage, opération qui consiste à enfoncer le chapeau de marc dans le jus en fermentation à l'aide d'un outil en bois ou aujourd'hui d'un robot pigeur hydraulique. Plus couramment, l'extraction est conduite par des remontages, opération qui consiste à pomper le jus depuis le bas de la cuve pour arroser le chapeau de marc et ainsi lessiver les composants qualitatifs du raisin. Les températures de fermentation alcoolique peuvent être plus ou moins élevées suivant les pratiques de chaque vinificateur avec une moyenne générale de 28 à 35 degrés au maximum de la fermentation. La chaptalisation est réalisée si le degré naturel est insuffisant : cette pratique est réglementée. À l'issue de la fermentation alcoolique suit l'opération de décuvage qui donne le vin de goutte et le vin de presse. La fermentation malolactique se déroule après mais est dépendante de la température. Le vin est soutiré et mis en fût ou cuve pour son élevage. L'élevage se poursuit pendant plusieurs mois (12 à 24 mois) puis le vin est collé, filtré et mis en bouteilles.

### Gastronomie
Les montreculs rouges ont une robe rubis à grenat ; le nez a la réputation d'être sur les fruits rouges (groseille, cerise, fraise ou cassis) ; la bouche est acidulée et fruitée, avec des tanins pas trop marqués. Un montrecul rouge se boit plutôt jeune. Il se marie bien avec de la charcuterie, de la viande rouge, ou des fromages pas trop forts.

### Producteurs de l'appellation
Il n'y a plus de producteurs installés sur le Montrecul ; ceux l'exploitant viennent d'autres communes :
- domaine René Bouvier, à Brochon ;
- domaine Charlopin-Tissier, à Morey-Saint-Denis ;
- domaine de la Cras (Marc Soyard), à Plombières-lès-Dijon ;
- domaine Derey Frères, à Couchey ;
- Château de Marsannay, à Marsannay-la-Côte.